# Carl Schmelzer

Deckelillustration zu Schmelzers unter Pseudonym erschienenen „Neuen Schildbürgern“

Carl Heinrich Theodor Schmelzer (* 18. April 1834 in Berlin; † 6. Oktober 1898 in Schlachtensee) war ein deutscher Philologe, Politiker und Schriftsteller (Pseudonym: Gottlieb Pfannekuchen).

## Leben
Carl Schmelzer besuchte das Gymnasium in Halberstadt und studierte Geschichte und Klassische Philologie in Berlin und Halle. 1855 wurde er Mitglied des Corps Normannia Berlin. 1856 schloss er sich dem Corps Borussia Halle an. Vom 1. Juli 1861 bis Ostern 1865 war er Konrektor der Wilhelmsschule in Wolgast, ferner war er Lehrer an den höheren Schulen zu Torgau und Guben, wo er bis 1869 tätig war. In diesem Jahr wurde er zum Direktor des Gymnasiums und der Realschule I. Ordnung nach Prenzlau berufen. Am 24. April 1876 wurde er zum Direktor des Gymnasiums Hammonense ernannt. Er trat Ostern 1895 wegen eines Halsleidens in den Ruhestand und lebte von da an zurückgezogen in Schlachtensee bei Berlin. Er war 1873–1876 Abgeordneter zum Preußischen Abgeordnetenhaus des Wahlkreises Potsdam 3 (Prenzlau-Angermünde) für die Nationalliberale Partei. 1888–1891 vertrat er den Wahlkreis Arnsberg 6 (Hamm, Soest). In der Zeit unterzeichnete er 1891 als westfälisches Mitglied des „Verein zur Abwehr des Antisemitismus“ einen Aufruf gegen Judenfeindlichkeit. Er veröffentlichte wissenschaftliche, politische und satirische Schriften. Johannes Trojan bezeugt, dass Schmelzer unter dem Pseudonym Gottlieb Pfannekuchen im Jahr 1895 die Schrift Die neuen Schildbürger veröffentlicht und dass er über viele Jahre Beiträge zum Kladderadatsch geliefert habe, u. a. seien von ihm die in lateinischer Sprache abgefassten antijesuitischen Novae epistolae obscurorum virorum. Er befasste sich mit der Bedeutung der Gründung des Norddeutschen Bundes.

## Werke
- Was hat die Einigung Norddeutschlands zu bedeuten? 3 Vorträge über den Antheil der Norddeutschen an der Geschichte des gesammten Vaterlands. Ehrlich, Guben 1867. (Digitalisat)
- Die Überbürdung auf den höheren Lehranstalten. Briefe an meinen langen Freund Jonathan, Alten, Jungen zu Nutz und Frommen. Ehrlich, Leipzig 1878. (Digitalisat)
- Studien zur Redekunst. 1: Commentare zu Plato's Phaedrus, Demosthenes' olynthischen Reden und Luthers erster Rede gegen die Bilderstürmer. König, Guben 1869. (Digitalisat)
- Aus meiner Sammlung griechischer Exercitien für Prima, 1880 (Digitalisat)
- Platos ausgewählte Dialoge. Erklärt von C. Schmelzer. 9 Bände. Weidmann, Berlin 1882–1884.
- Vom höheren Schulwesen. Ein Wort an die Eltern. Bädeker, Essen 1882.
- Eine Verteidigung Platos. M. Cohen & Sohn, Bonn 1885. (Digitalisat)
- Pädagogische Aufsätze. Ein Vorschlag zur Schulreform. Voigtländer, Leipzig 1890.
- Deutsches Lesebuch für die Unterklassen höherer Schulen.  Zusammengestellt von Carl Schmelzer in Hamm. 3 Bände. Hoffmann, Berlin 1894.
- Die neuen Schildbürger. Von Gottlieb Pfannekuchen. Illustrationen von Ludwig Stutz. Hoffmann, Berlin 1895.